# Société Générale de Belgique

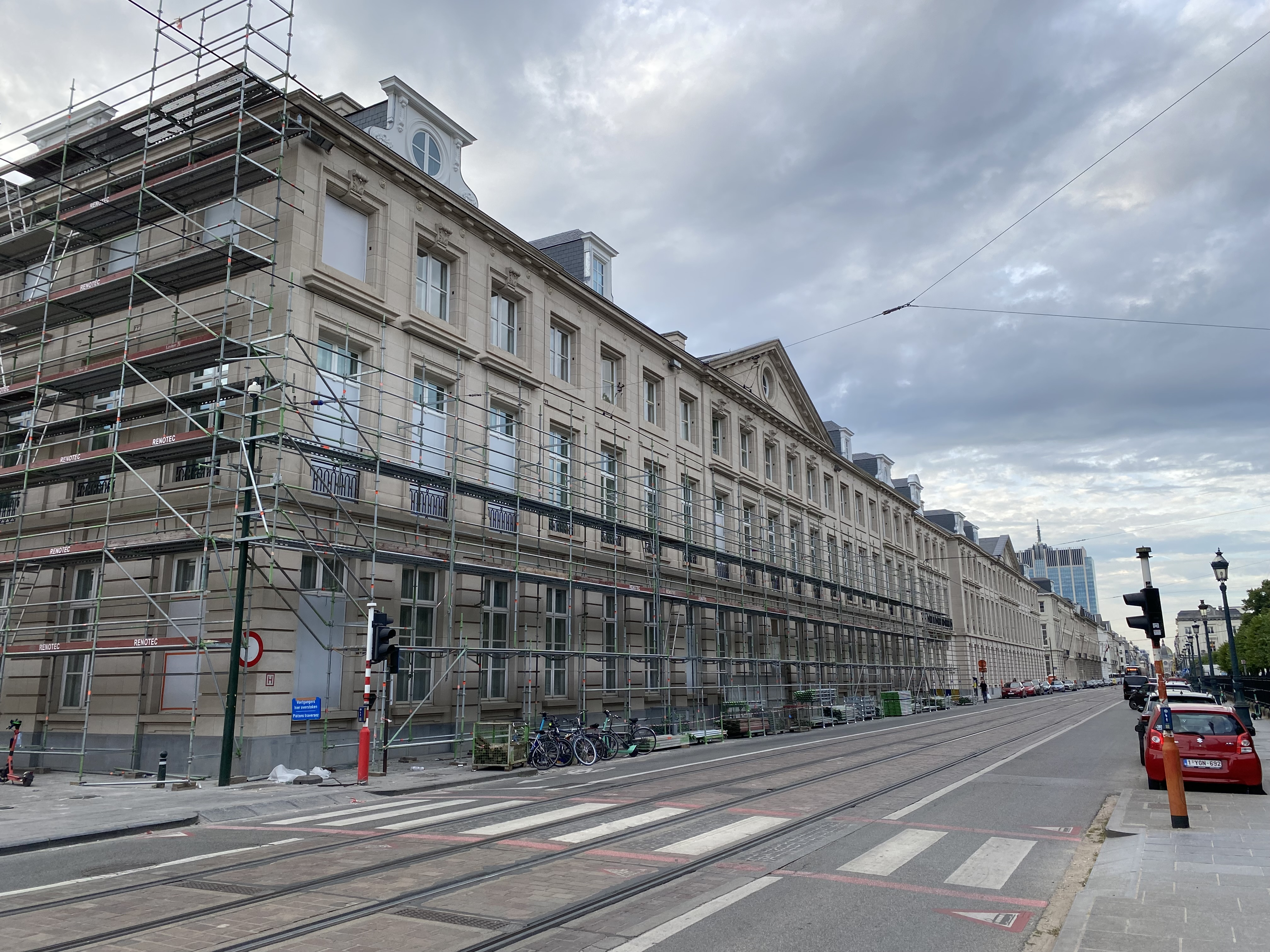
Antigua sede de la Société Générale de Belgique / Generale Bank en Bruselas, rue Royale

Société Générale de Belgique (en neerlandés: Generale Maatschappij) (SGB) fue una de las mayores compañías que jamás han existido en Bélgica. Fue fundada en 1822 por Guillermo I, y existió hasta 2003, cuando su entonces único accionista, Suez Lyonnaise des Eaux, la fusionó con Tractebel para formar Suez-Tractebel.

## Historia
Como parte de los términos del Tratado de París de 1814, los países de Europa acordaron aumentar sus fuerzas armadas de milicias a ejércitos permanentes. Aunque a Bélgica se le ofreció la independencia por los prusianos, el vizconde Castlereagh la vetó con el argumento que el país era demasiado pequeño para ser económicamente viable, y la cuestión fue entonces quién la gobernaría, dado que los austríacos se habían lavado las manos como consecuencia de la rotura del imperio de los Habsburgo. 
Aunque Guillermo I de los Países Bajos, rehusó el gobierno inicialmente argumentando el coste añadido para el mantenimiento del nuevo ejército, Castlereigh los convenció preguntándoles se prefería ser Príncipe de Orange o Rey de los Países Bajos, añadiendo que desde un punto de vista práctico los Estados Ducales belgas suponían un tercio del país. Entonces fundó la compañía en 1822 para administrar estos estados bajo el nombre de Algemeene Nederlandsche Maatschappij ter Begunstiging van de Volksvlijt, con el objetivo explícito de aumentar el bienestar del país, pero con el propósito encubierto de cubrir estos costes.
Como el proyecto de ejército permanente nunca fue tomado en serio por el resto de Europa en la práctica, la entrega de la Compañía se probó insuficiente, y los objetivos cambiaron en 1826 a la entrega de NFL 500 000 al año como "pensión" a la cuenta personal del rey.
Después de la revolución belga de 1830, la compañía se convirtió en belga, bajo el nombre francés de Société Générale de Belgique, y retuvo los Estados, que vendió a bajos precios al círculo inmediato del Consejo de Administración. Desde entonces hasta 1850 sirvió como Banco Nacional de Bélgica. Société Générale fue un importante proveedor de capital para la pujante industria de Bélgica en el siglo XIX.
En los años anteriores a la Segunda Guerra Mundial, la compañía invirtió en carreteras, ferrocarriles y canales. También era el principal operador en la colonia belgas, como en el Congo Belga. Después del Crash de 1929, la compañía dividió su segmento bancario (1934), convirtiéndose en el Generale Bank (ahora Fortis, que más tarde sería vendida a BNP Paribas, resultando en BNP Paribas Fortis), pero permaneció como su mayor accionista.
A finales de la década de 1980, la compañía Suez empezó a obtener una porción importante de las acciones de Société Générale, que resultaron en la toma de control enteramente de la compañía en 1998, por Suez Lyonnaise des Eaux.

## Subsidiarias históricas de Société Générale
- Coditel - servicio público
- Compagnie Maritime Belge - naviera
- Distrigas - servicio público
- Electrabel - servicio público
- Fabrique Nationale de Herstal - fabricantes de armas
- Générale de Banque - banco
- Tractebel - servicio público
- Union Minière du Haut Katanga - compañía minera
- ACEC (Ateliers de Construction Electrique de Charleroi) - construcción eléctrica - electrónica
- La Brugeoise et Nivelles, fabricante belga de material rodante

## Directores
- Étienne Davignon 1988-2001
- Ferdinand de Meeûs 1822-1861
- Emile Francqui
- Alexandre Galopin
- Félicien Cattier 1944
- Jean Jadot
- Max Nokin
- René Lamy
- Jules Van Praet
- Edgar Sengier
- Emile Francqui 1932-1935
- Jean Jadot 1913-1932
- Ferdinand Baeyens 1892-1913
- Victor Tesch 1877-1913
- Charles Liedts 1861-1877
- Ferdinand Meeûs 1830-1861
- Ocker Repelaer van Driel 1823-1830

- Datos: Q1512800
- Multimedia: Société Générale de Belgique / Q1512800